# Iglesia la Recolección
Este artículo corresponde al templo de los recoletos en la Ciudad de Guatemala.
La Iglesia la Recolección o parroquia El Santísimo Nombre de Jesús es una Iglesia católica, situada en el centro histórico de la Nueva Guatemala de la Asunción en el barrio que lleva su nombre. Hasta el 6 de marzo de 2016 se encontraba a cargo de la orden franciscana (OFM) Actualmente está a cargo de la arquidiócesis de Santiago de Guatemala.
Uno de los templos mayores erigidos en la Nueva Guatemala de la Asunción tras el traslado de esta en 1776. Es heredero de algunos de los bienes traídos del antiguo «Colegio de Cristo Crucificado de Propaganda Fide», de la ciudad de Santiago de los Caballeros de Guatemala cuando estaba en el Valle de Panchoy. Con algunas piezas barrocas sobresalientes como el conjunto de "Los Justos" (San Joaquín, Santa Ana y la Virgen María niña). Su imaginería procesional, como el Cristo de la Penitencia, pieza dramática de finales del siglo xviii, y el Cristo Nazareno, de la segunda mitad del siglo xix, forman parte de la Semana Santa moderna en Guatemala.

## Historia

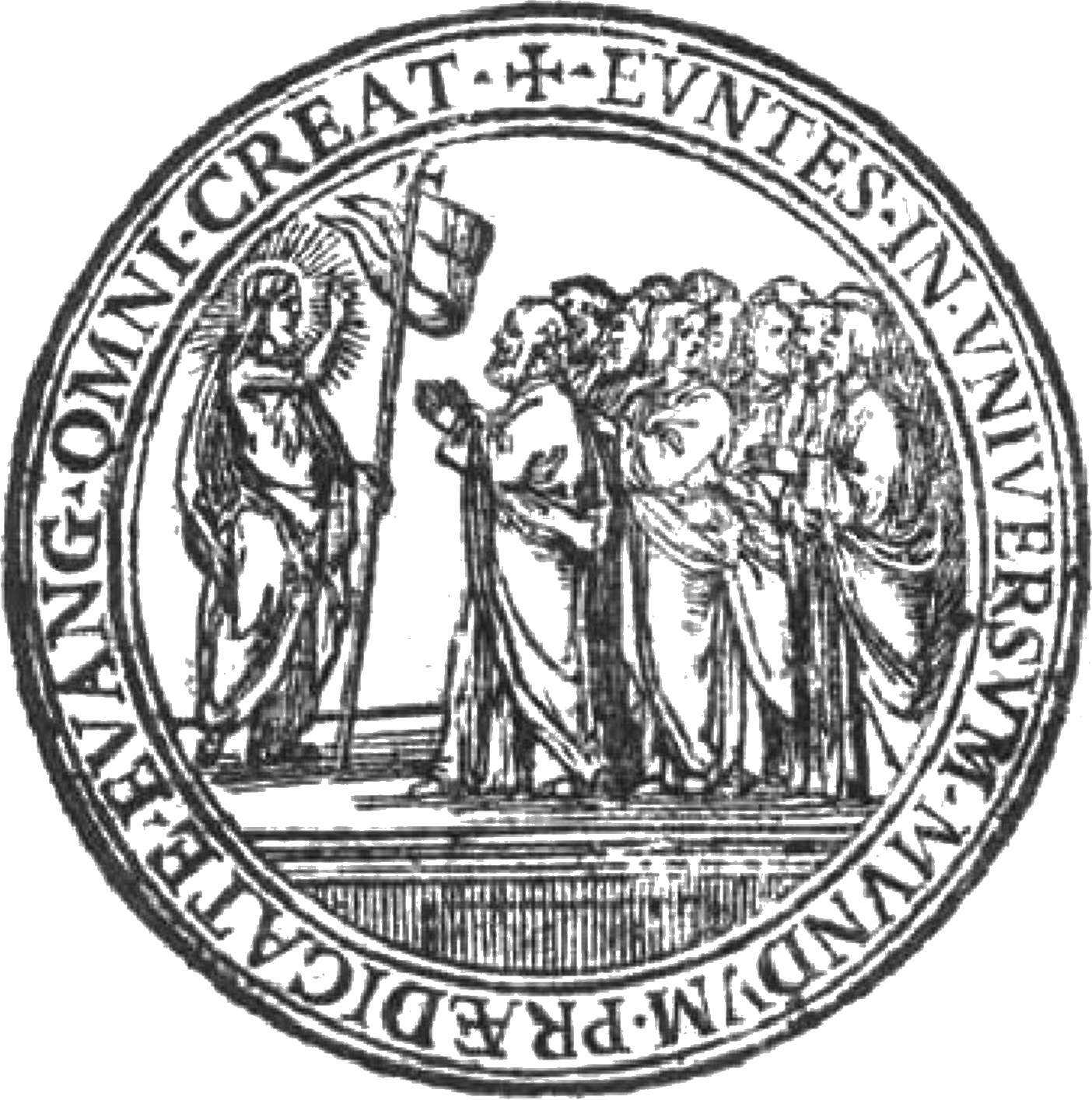
Sello de la Congregación de Propaganda Fide.

Tras los terremotos llamados de Santa Marta, el 29 de julio de 1773, el conjunto del Colegio de Cristo Crucificado que fuera fundado por los frailes Jorge de la Torre y Antonio Margil de Jesús en 1701, fue de los más dañados por los movimientos telúricos.  El colegio de Propaganda Fide se mudó a la Nueva Guatemala de la Asunción en 1776 y el síndico del convento, Juan Fermín de Aycinena -patriarca del Clan Aycinena, la familia aristocrática más influyente en ese tiempo-, consiguió que se le otorgaran tres cuadras en la nueva ciudad para la iglesia y sus conventos; las cuadras otorgadas fueron las 145 a 147 y las obtuvieron el 12 de marzo de 1776.  Las cuadras de la nueva ciudad eran de 400 varas cuadradas, mientras que las de la antigua capital eran de solamente 177 varas de largo por 198 de ancho.
Al concretarse y ordenarse el traslado de la ciudad a su nuevo emplazamiento al Valle de la Virgen, Pedro Garci-Aguirre elabora los planos en 1797, y se enviaron a España para su aprobación, la cual fue rechazada por considerar muy ostentoso el proyecto.  El 20 de octubre de 1806 se emitió la Real Cédula que suspendió el proyecto, obligando a los frailes a pedir limosnas a los feligreses para terminar la construcción; entonces se continuó el proyecto en 1809, dirigido por el arquitecto Santiago Marquí. Sin embargo, cuatro años después -cuando el dinero de las limosnas se agotó- los recoletos acudieron a las autoridades gubernamentales y al arzobispo Ramón Casaus y Torres a solicitar fondos, pero éstos tampoco tenían.  Aycinena viajó a España en 1813 para tramitar la construcción de la iglesia, pero se desconoce si hubo resultados de estas gestiones.

### Expulsión de los recoletos en 1829

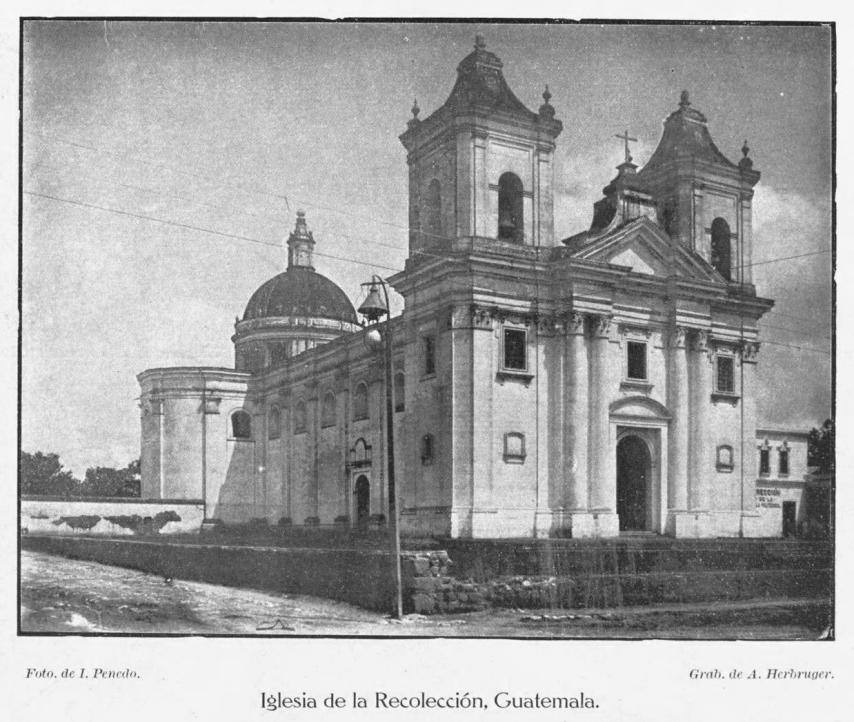
El templo en 1911.

Tras la Independencia de Centroamérica en 1821, los criollos centroamericanos formaron dos partidos radicales con diferencias irreconciliables:  los liberales y los conservadores.  Los liberales perseguían la eliminación del poder político y económico de la Iglesia Católica y de los aristócratas guatemaltecos del Clan Aycinena, mientras que los conservadores aspiraban a mantener los privilegios que tenían durante la colonia española. La tensión en la región aumentó en 1825, cuando los conservadores guatemaltecos se hicieron con el poder de la Federación Centroamericana, desencadenando la guerra civil centroamericana que terminó con el derrocamiento del presidente del Estado de Guatemala, Mariano de Aycinena y Piñol -hijo de Fermín Aycinena-, a manos del general liberal hondureño Francisco Morazán. Tras la caída de Aycinena, los aristócratas guatemaltecos fueron hechos prisioneros en el Palacio Aycinena y luego fueron expulsados del territorio centroamericano junto con los miembros de las órdenes regulares.  Los bienes de los conservadores y de las órdenes fueron confiscados por los liberales y utilizados para fines públicos y privados. Así pues, los recoletos tuvieron que abandonar su nuevo templo que quedó a medio construir hasta que el régimen liberal de Mariano Gálvez y de Francisco Morazán fueron derrotados por el general guatemalteco Rafael Carrera en 1840.
Los recoletos habían llevado a la nueva ciudad todas sus reliquias eclesiásticas, pero muchas de las piezas de plata fueron robadas por las huestes del general hondureño Francisco Morazán tras la expulsión de las órdenes regulares y de los aristócratas del Clan Aycinena en 1829. Los bienes de los recoletos quedaron inventariados en la orden que se le dio al regidor de la municipalidad de Guatemala, Carlos Barrientos, el 11 de julio de 1829 para la expulsión ordenada y pacífica de la orden recoleta.  No sólo la iglesia fue inventariada, todos los conventos y fincas rurales de los recoletos también lo fueron; se giraron órdenes para que los comandantes militares de los departamentos aseguraran a los regulares y a los laicos que los estuvieran acompañando y luego los sacaran pacíficamente de sus propiedades en toda la región y luego los escoltaran hasta la Villa de Sonsonate

### Retorno de la orden a Guatemala

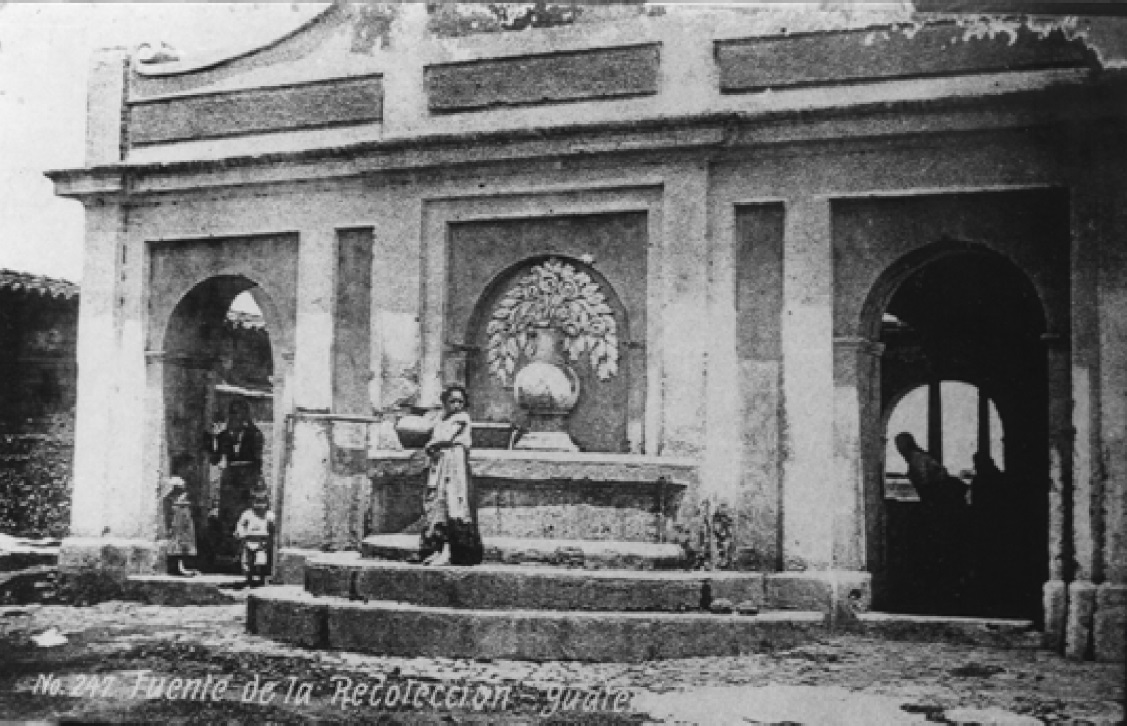
Fuente del atrio de la iglesia a finales del siglo xix.

Tras el triunfo conservador, los recoletos regresaron a Guatemala y pudieron concluir el templo, cuya construcción finalizó en 1848. El 21 de enero de 1845 fue bendecido el templo por el Obispo de Comayagua Monseñor Francisco Palua-Campoy, actividad que contó con una gran concurrencia del pueblo, incluyendo la del presidente conservador de Guatemala, general Rafael Carrera.
El convento tenía una importante biblioteca y archivo, claustros grandes, salas de estudio, enfermería y oratorios. En 1829, durante el gobierno liberal del jefe del Estado de Guatemala José Francisco Barrundia se expulsó a las órdenes religiosas de Centroamérica, por ser parte del Clero mayor y, por ende, del partido conservador. Tras el derrocamiento de los liberales y la toma del poder por el conservador Rafael Carrera, el arzobispo Francisco de Paula García y Peláez consigue que los recoletos retornen a la región. La orden prosperó nuevamente durante el régimen conservador de los 30 años.

### El convento y la Escuela Politécnica

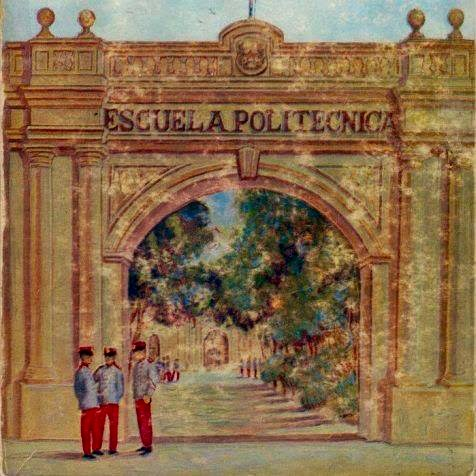
Escuela Politécnica de Guatemala cuando esta se encontraba en el convento de la Iglesia de la Recolección (1873-1908).

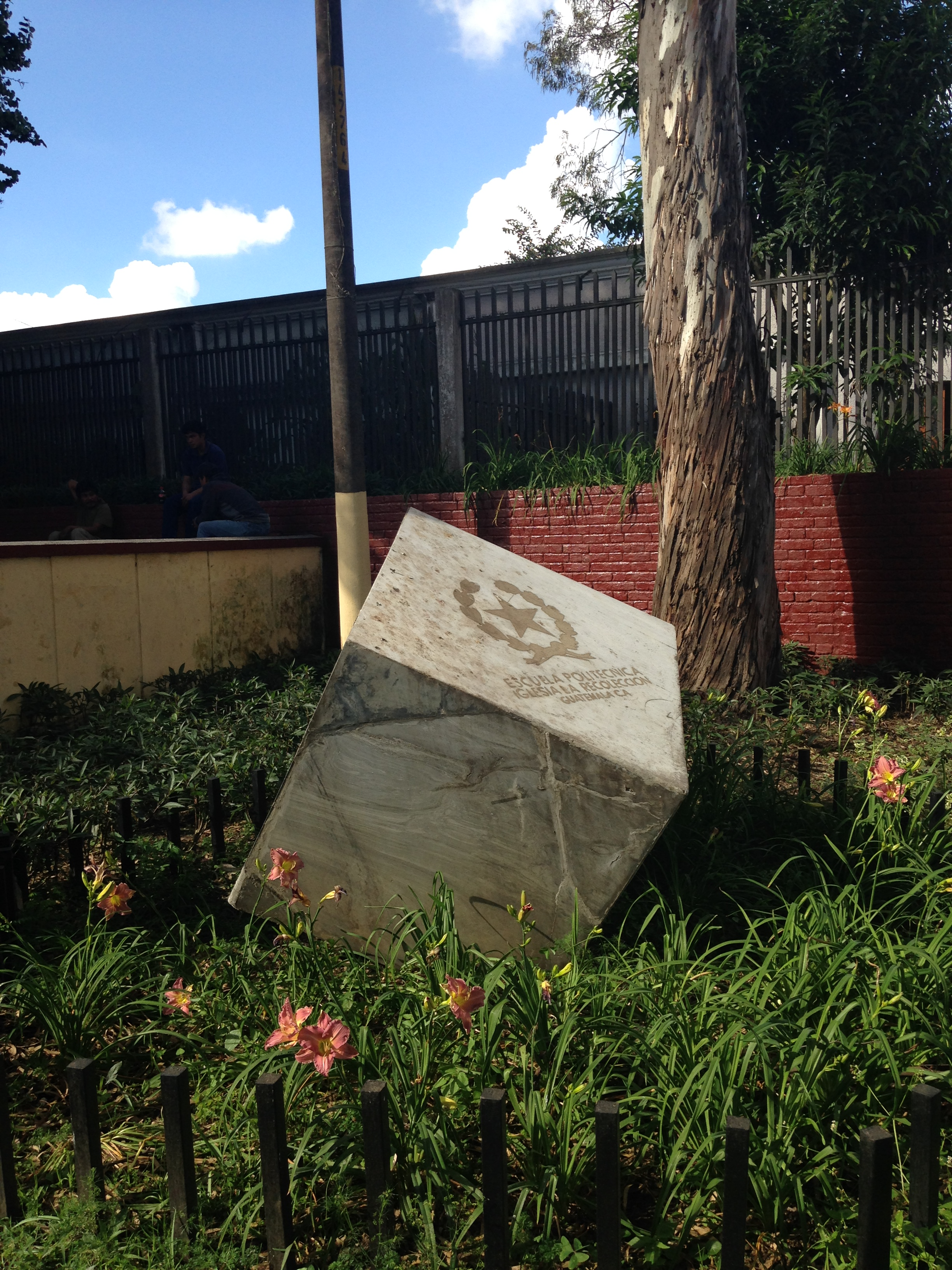
Monumento a la memoria de la primera Escuela Politécnica en el atrio de La Recolección en enero de 2016.

Al concretarse la Revolución Liberal en 1871, el gobierno ahora controlado por los liberales suprimió las órdenes religiosas, las cuales se oponían a la repartición de las tierras de indios a los nuevos terratenientes cafetaleros liberales. Los bienes de la Iglesia Católica fueron confiscados y los miembros del clero regular expulsados del país, saliendo los frailes recoletos del país el 7 de junio de 1872. La iglesia fue convertida en parroquia, a cargo de los miembros del clero secular y del arzobispo, quienes también vieron su influencia política y económica reducida cuando el gobierno de Justo Rufino Barrios prohibió el diezmo obligatorio. El resto del conjunto monumental de La Recolección fue utilizado entonces para fines gubernamentales, siendo fundada la Escuela Politécnica en sus instalaciones. La Escuela Politécnica empezó a funcionar el 1 de septiembre de 1873.
Nuevamente se perdieron obras de arte y alhajas del templo, al punto que desde 1829 a 1917 se perdieron todos los retablos, la mayor parte de las imágenes y casi todas las pinturas que habían trasladado los recoletos desde la Antigua Guatemala.
El edificio del convento recoleto fue modificado en gran parte, especialmente para albergar la secretaría y dirección de la escuela y se construyó un edificio de dos niveles para dormitorios. El patio principal estaba bellamente jardinizado, contaba con una pequeña fuente circular en el centro y estaba circundado por un corredor antiguo y conventual. La portada principal estaba sobre la tercera calle poniente y muchos cipreses adornaban los jardines.
En 1908, durante el gobierno de Manuel Estrada Cabrera, los cadetes de la Escuela Politécnica intentaron asesinar al presidente, quien en represalia mandó a fusilar a los cadetes involucrados y a derrumbar las instalaciones hasta los cimientos, destruyéndose así el antiguo convento recoleto.

### Terremotos de 1917-1918

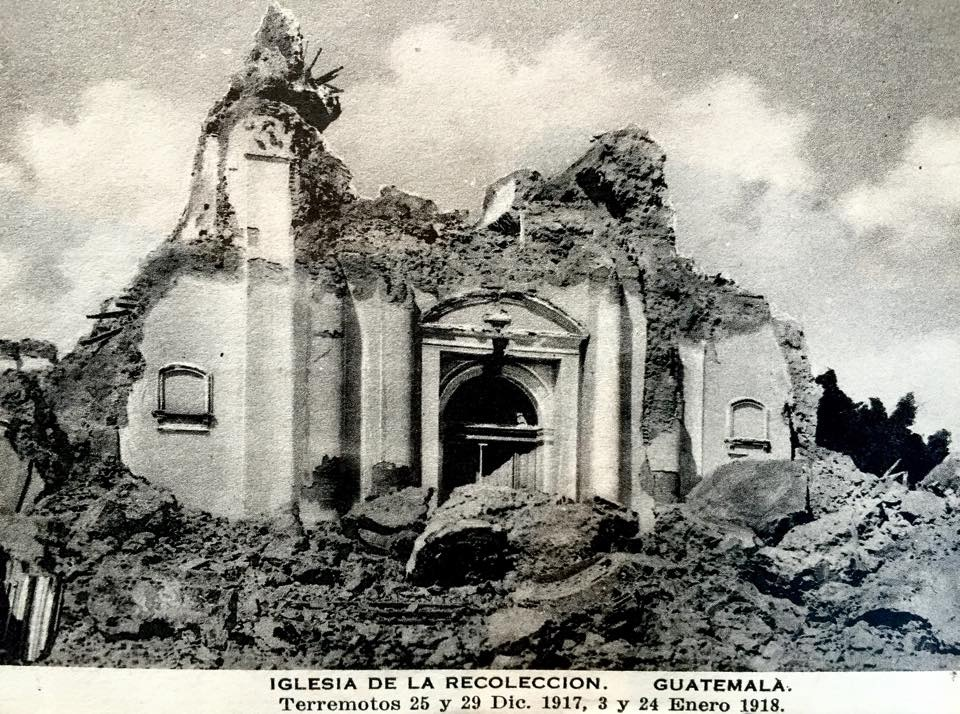
El templo tras los terremotos de 1917-18.

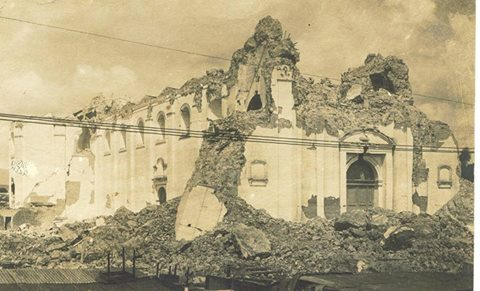
Otra vista del templo destruido.

En 1917 y 1918 dos fuertes terremotos azotaron la ciudad de Guatemala y destruyeron casi por completo el templo recoleto, imposibilitando la celebración de los cultos sagrados. Los terremotos detruyeron la cúpula, bóveda y las torres de los campanarios. El gobierno del presidente Manuel Estrada Cabrera fue incapaz de reconstruir la ciudad y el templo quedó destruido por varios años. Los religiosos obtuvieron una licencia para colocar una capilla provisional ante la puerta principal del templo para poder realizar los actos litúrgicos.
El solar del antiguo convento había quedado convertido en un campo donde había algunos restos de lo que fue la Escuela Politécnica y tras los terremotos los vecinos afectados erigieron sencillas casitas en el área.
En marzo de 1924 se hizo cargo del templo el padre Leonardo López, de la orden franciscana de Cartagena y comienza la reconstrucción de la iglesia en el mismo año de su llegada; el 30 de diciembre de 1924 puso al servicio del culto toda la nave central hasta el crucero. Posteriormente, se reconstruyó de cemento, hierro y ladrillo la fachada hasta el cornisamiento y se convirtió en salón de actos la sacristía; también se cerró de cemento armado el arco toral principal y se inició la reconstrucción del crucero.
Finalmente, en 1941 se terminaron los cruceros y se techó de cemento armado todo el antiguo previsterio.
El 3 de septiembre de 1949, se bendijo el nuevo órgano de la Iglesia por el nuncio apostólico Giovanni María Emilio Castellani y al día siguiente, el arzobispo metropolitano Mariano Rossell y Arellano bendijo el crucero de la Iglesia.  El 8 de diciembre de 1952 llegó a Guatemala por tercera vez el fraile franciscano Miguel Murcia, quien ocupó el cargo de Guardián de la Iglesia de la Recolección, e impulsó la reconstrucción las dos torres de los campanarios del Templo y el cornamento exterior; además, Murcia fue el artífice de la construcción del edificio del Liceo San Antonio, de diecisiete casas para las familias de escasos recursos en el barrio recoleto, el consultorio médico y el salón de promoción humana.  El 21 de septiembre de 1955, Murcia fundó la Asociación de Cruzados del Santo Sepulcro y el 13 de marzo de 1959, la Hermandad de la Virgen de Dolores.

### Terremoto de 1976

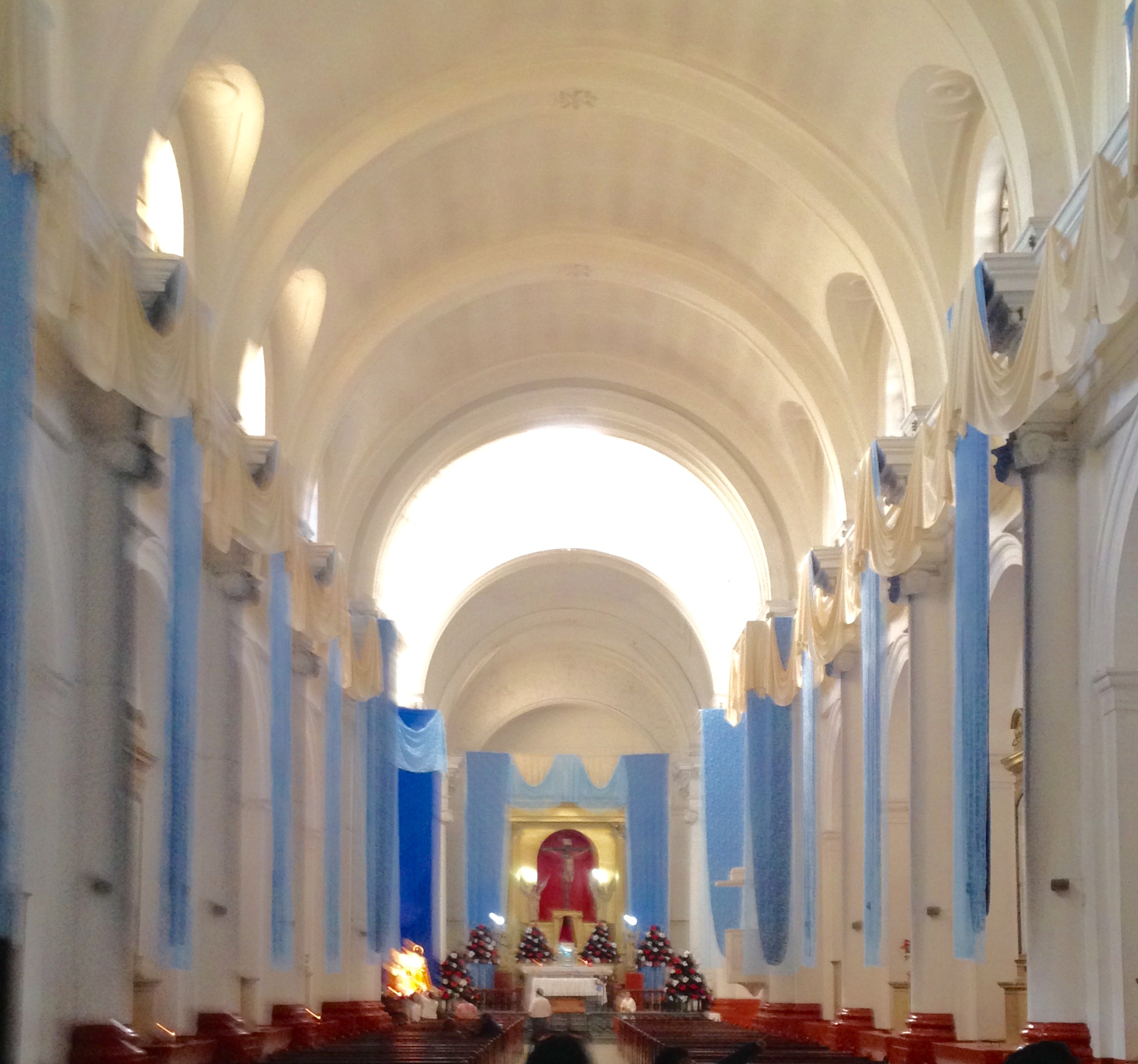
Nave central de La Recolección en diciembre de 2015.

El templo pasó funcionando varios años, hasta el terremoto del 4 de febrero de 1976, que dañó nuevamente la edificación, provocando la destrucción de la bóveda, las torres laterales y causando rajaduras en la cúpula y columnas. La imaginería se encontró en buen estado y se resguardó en casas particulares y en la casa parroquial. Los daños fueron menores que los ocurridos en 1917-1918, debido al reforzamiento de acero y concreto que se utilizó en ese momento. El Instituto de Antropología e Historia constató que gran parte del interior de la iglesia tenía grietas, pero que las bases estaban en perfecto estado lo que hacía posible su restauración.
En la fachada las columnas principales estaban en buen estado y los trabajos de restauración se hicieron rápidamente gracias al apoyo de los feligreses y por las gestiones del padre Leonardo García Aragón ante el gobierno del general Kjell Eugenio Laugerud García, que a diferencia de Estrada Cabrera, manejó la recuperó la recuperación del país eficientemente. En 1977 ya se había reparado el piso y la mayor parte de la bóveda. El 13 de junio de 1978 se realizó la reinauguración del templo Recoleto.

### Entrega a la arquidiócesis de Guatemala
El 13 de marzo de 2016, la orden franciscana en Guatemala entregó el templo a la arquidiócesis de Guatemala para su administración a partir de ese momento; de esa forma se quedaron solo con 11 parroquias en ese momento a cargo de la orden. La Recolección estaba cargo de fray Pedro Medina Cruz y a partir de entonces pasó a cargo de los presbíteros Eddy Calvillo y Norman Guevara fungirán como párroco y vicario que fueron nombrados por el arzobispo Óscar Julio Vian Morales. Los franciscanos indicaron que la entregan la hacían como parte de un plan para reducir su presencia en 5 templos de Centroamérica para «vivir en fraternidad».

## Detalles de la iglesia

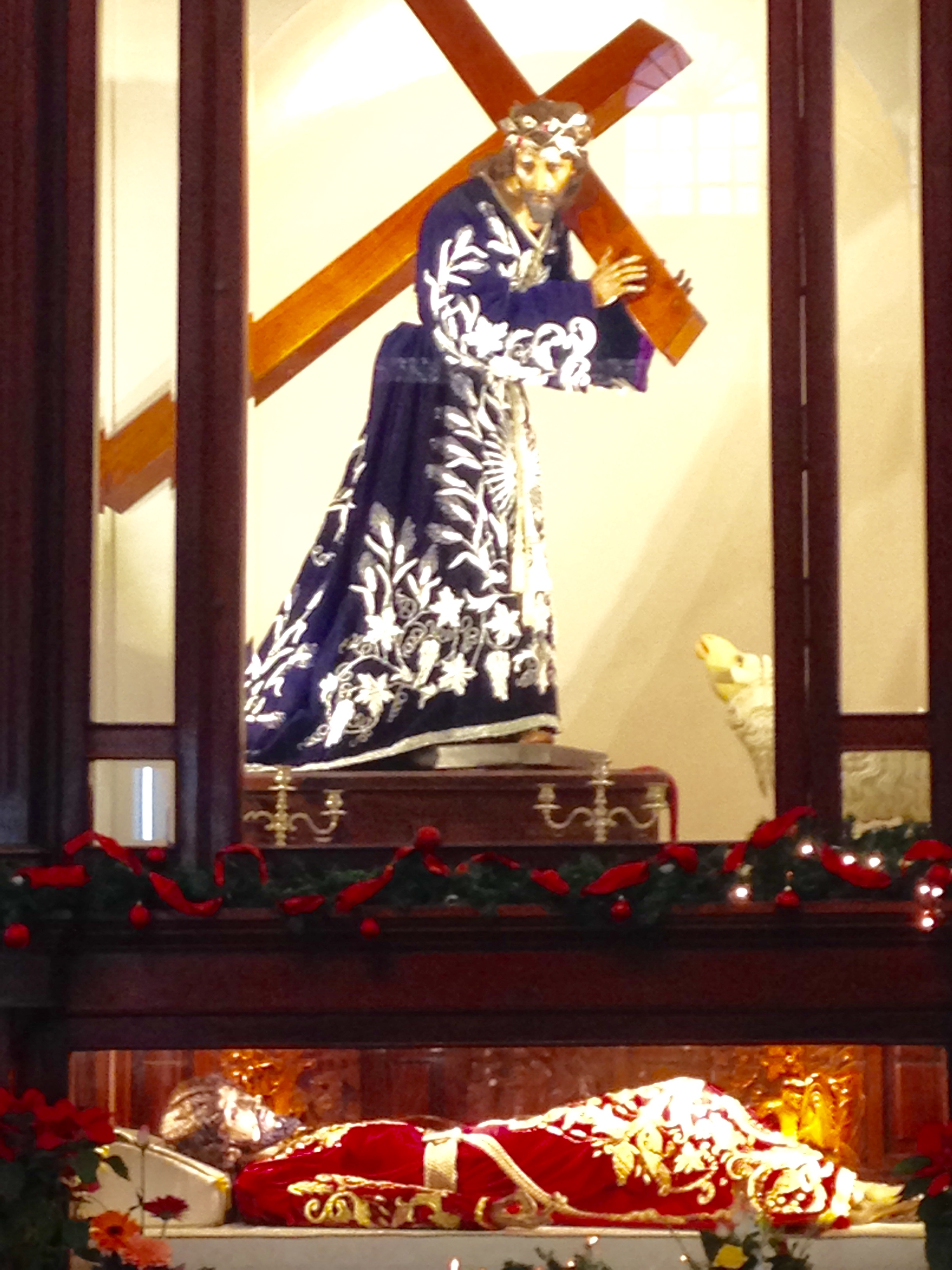
Imagen de Jesús Nazareno del Consuelo y del Señor Sepultado en la «Capilla de Pasión», en 2016.

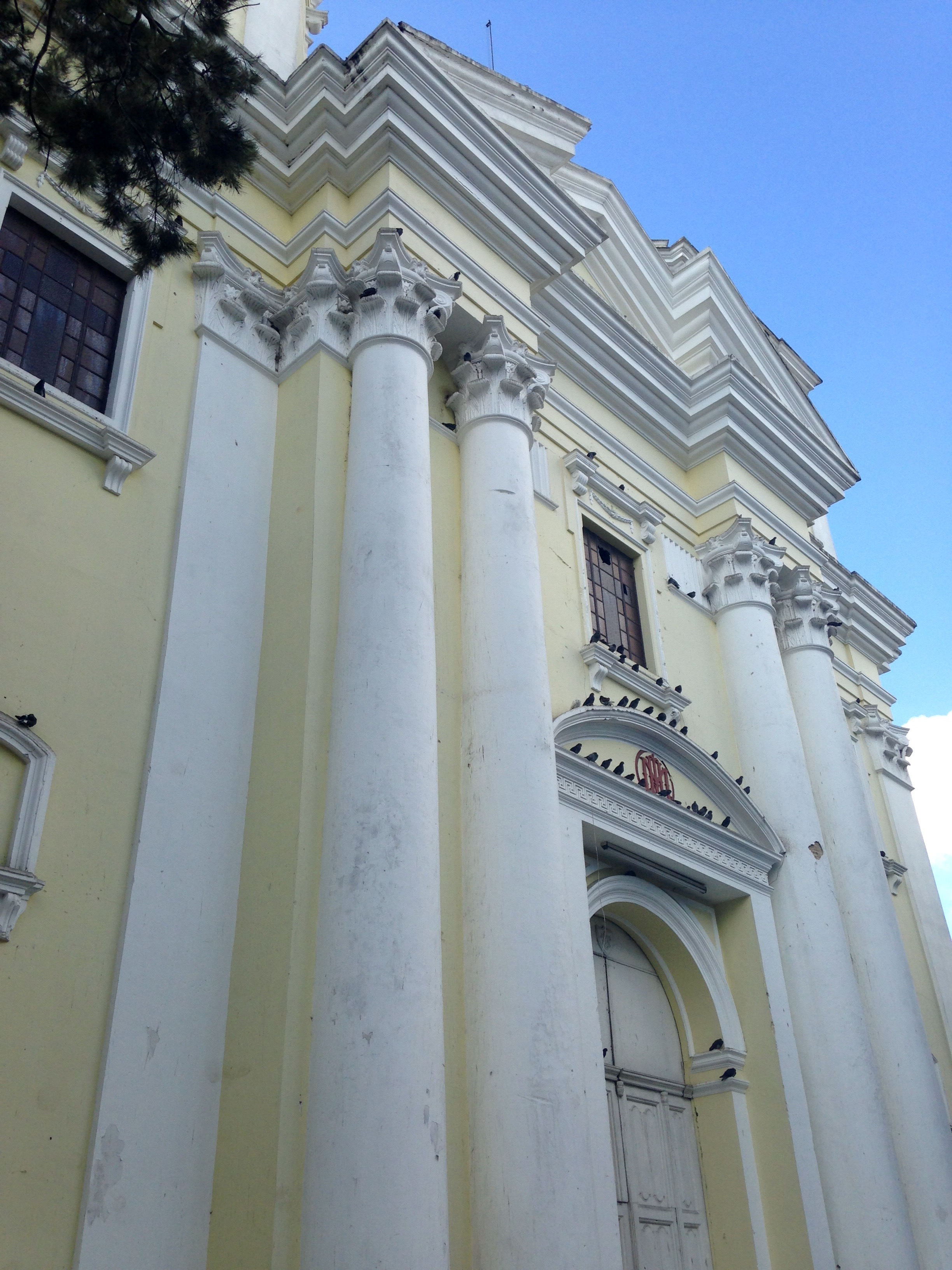
Fachada del templo, en 2016.

La iglesia es de estilo neoclásico, en boga desde el siglo xviii, alejado de la escuela arquitectónica en la antigua Santiago de los Caballeros. Está formado por una planta de cruz latina sobre un pedestal de acuerdo a las ordenanzas del Concilio de Trento, con una única nave de elegantes proporciones, un amplio crucero formado por un transepto de remates de planta semicircular, que sirve de base a una cúpula elegante que brinda una buena iluminación al espacio. El presbiterio, de amplias proporciones está cubierto con una cúpula de menor tamaño.
Su fachada está compuesta por dos cuerpos, tres calles y un remate central, además de unos sobrios campanarios. Las columnas son de orden compuesto, con fuste liso sobre un basamento. Estas sostienen un entablamento compuesto por un arquitrabe de tres franjas, un friso liso y una cornisa ondulante. Este conjunto sostiene un frontón quebrado, desfasado del eje, que da movimiento y dinamismo al frontispicio.
La cúpula del crucero muestra al exterior un sobrio tambor decorado con pilastras de orden toscano, un sencillo entablamento que sostiene un domo de media naranja decorado con franjas que finalizan en una linterna tapiada. El interior de la misma, en color blanco, consta de un tambor decorado con pilastras corintias de fuste estriado, que sostiene un entablamento sencillo con cornisa denticulada. El interior del domo es sencillo, decorado con particiones y franjas. La tipología estructural utilizada forma pechinas, que están decoradas con el tetramorfos, siendo estos Mateo, Marcos, Lucas y Juan, cada uno con sus atributos iconográficos y contenidos en un medallón decorado con una venera y guirnaldas; todos rodeados por una guirnalda de rosas.
La nave, sencilla, está formada por arcos definidos por columnas de orden jónico que sostienen un entablamento sobrio y cornisa con dentículos, que además forman los espacios para las hornacinas que guardan las piezas de imaginería, en altares en color dorado. Esta remata en el transepto, que forma capillas con cultos particulares. En el lado del Evangelio, se guardan las piezas procesionales alusivas a la pasión de Cristo y forman un conjunto excepcional por su belleza y arraigo en la población católica de la ciudad; el Nazareno de tendencia romántica —llamado «Jesús del Consuelo», nombre dado por fray Miguel Ángel Murcia en la década de 1950— ha salido en procesión desde mediados del siglo xx, y el «Señor Sepultado», de la última fase del barroco escultórico de Guatemala. En el lado de la epístola, se guarda una escultura de San Francisco de Asís —como fundador de la orden—, y anteriormente se guardaban allí el resto de imágenes de pasión, pero estas fueron trasladadas a la capilla opuesta en 1998, cuando se terminó la remodelación de la «capilla de Pasión».
El Presbiterio guarda el altar mayor, además de un retablo principal, de estilo neoclásico en orden compuesto a manera de pórtico, que contiene el Sagrario, elaborado en plata y forma también un pórtico neoclásico. Además se aprecia un Cristo crucificado que procede de la época colonial, pieza barroca que fue trasladada desde la antigua Santiago de los Caballeros de Guatemala luego de los terremotos de Santa Marta que destruyeron al templo recoleto en aquella ciudad.
En cuanto a las obras de arte y reliquias, muchas de las que constaban en el inventario de 1829 desaparecieron por las expropiaciones y por los terremotos de 1917-18 que destruyeron completamente a la Iglesia; las únicas esculturas que sobrevivieron fueron: el Señor Sepultado, el Cristo Cruficidado del altar mayor, la Virgen de Concepción, San Joaquín, Santa Ana, San Francisco, la Santísima Trinidad, Santa Gertrudis, San José, Cristo de las Ánimas en el lateral y el Misterio, los cuales están inventarios en la documentación de 1829.

## Devociones populares

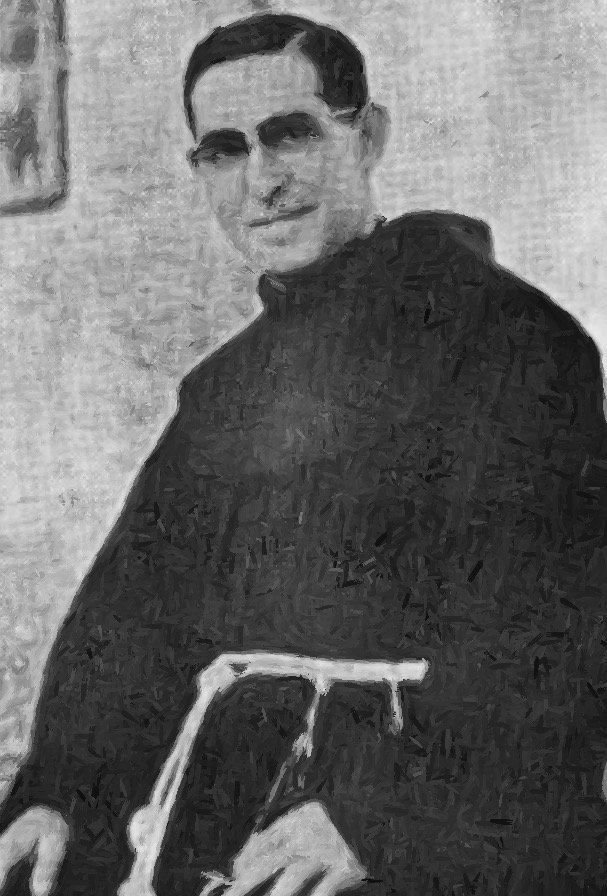
Fray Miguel Ángel Murcia, quien llevó a las celebraciones de Semana Santa del antiguo templo recoleto a estar entre los principales de Guatemala.

El templo de La Recolección es guardián de muchas muestras de devoción popular, siendo las más importantes y vistosas las muestras religiosas públicas de Cuaresma y Semana Santa. Otras fechas importantes son el Corpus Christi y las fiestas de la Purísima Concepción, así como las celebraciones a la Virgen de los Dolores.

### Sábado anterior a Ramos
Este día la Hermandad de Jesús Nazareno del Consuelo saca a la imagen en procesión; dicha imagen fue tallada en el siglo xix y existen varias versiones sobre su origen:
- El Heraldo Recoleto del 22 de marzo de 1959, afirma que la primera vez que salió en procesión la imagen del Nazareno fue hasta 1898.[24]
- El Tipógrafo de abril-mayo de 1992, atribuía la escultura a «los hermanos Juan y Santiago Ganuza»; Juan habría tallado la imagen del Cristo de la Penitencia en 1830, y Santiago la del Nazareno, entre 1830 y 1835. La publicación también relata que en 1850 por primera vez salió el Nazareno en procesión, aunque el cortejo fue suspendido en 1872[24] cuando el gobierno liberal empezó a expulsar a las órdenes regulares.[12]
- En 1974, fray Deodato Carbajo, uno de los frailes franciscanos que se encargaron del templo recoleto en el siglo xx relató que la iglesia contaba con varias obras de arte religioso, entre las que destacaba el «Cristo Nazareno, siglo xviii oxix» y una escultura de San José del maestro Ganuza.[24]

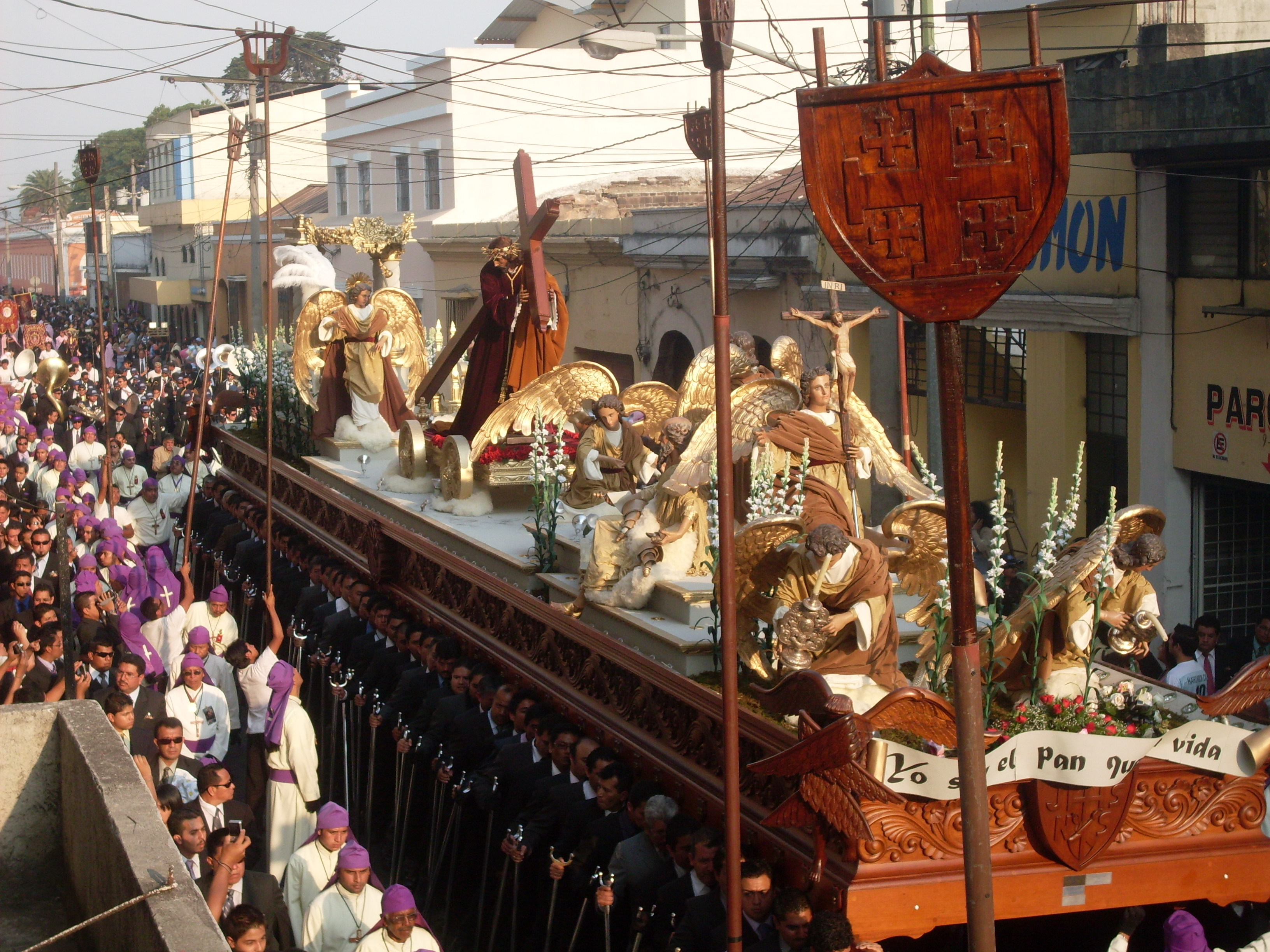
Procesión de Jesús Nazareno del Consuelo en 2010.

El historiador Haroldo Rodas estudió dos obras de Juan Ganuza: la imagen del Nazareno de El Calvario y la que Ganuza envió a la Santa Sede en 1888; luego las comparó con la imagen recoleta y encontró que ambas esculturas tienen características comunes con la imagen de Jesús Nazareno del Consuelo. De acuerdo a Rodas, los tres Nazarenos tienen una posición similar de la mano, la mirada, muestran un singular movimiento girado en los hombros y la posición coincidente del rostro, que son patrones que permiten ser atribuidas al mismo tallador. Ahora bien, las diferencias entre los Nazarenos se deben a que la imagen recoleta fue seriamente dañada durante los terremotos de 1917 y 1918 que destruyeron la iglesia; cuando la imagen fue restaurada, imperaba un gusto por los cánones europeos románticos, que se basaban en modelos italianos y franceses por lo que su restaurador, Julio Dubois, le puso ojos color celeste. Posteriormente, a mediados del siglo xx, Huberto Solís adecuó y reencarnó la imagen, y le cambió el ceño y barba dulcificando la expresión de la escultura.
Cuenta la leyenda que el Nazareno fue consagrado el 3 de marzo de 1956 por el obispo de San Marcos, Celestino Fernández. Un año más tarde, se le cambió la cabellera de rizos -que le acercaba a los patrones barrocos españoles- por otra lacia, con el objeto de darle un efecto más natural y acentuar el espíritu romántico francés.

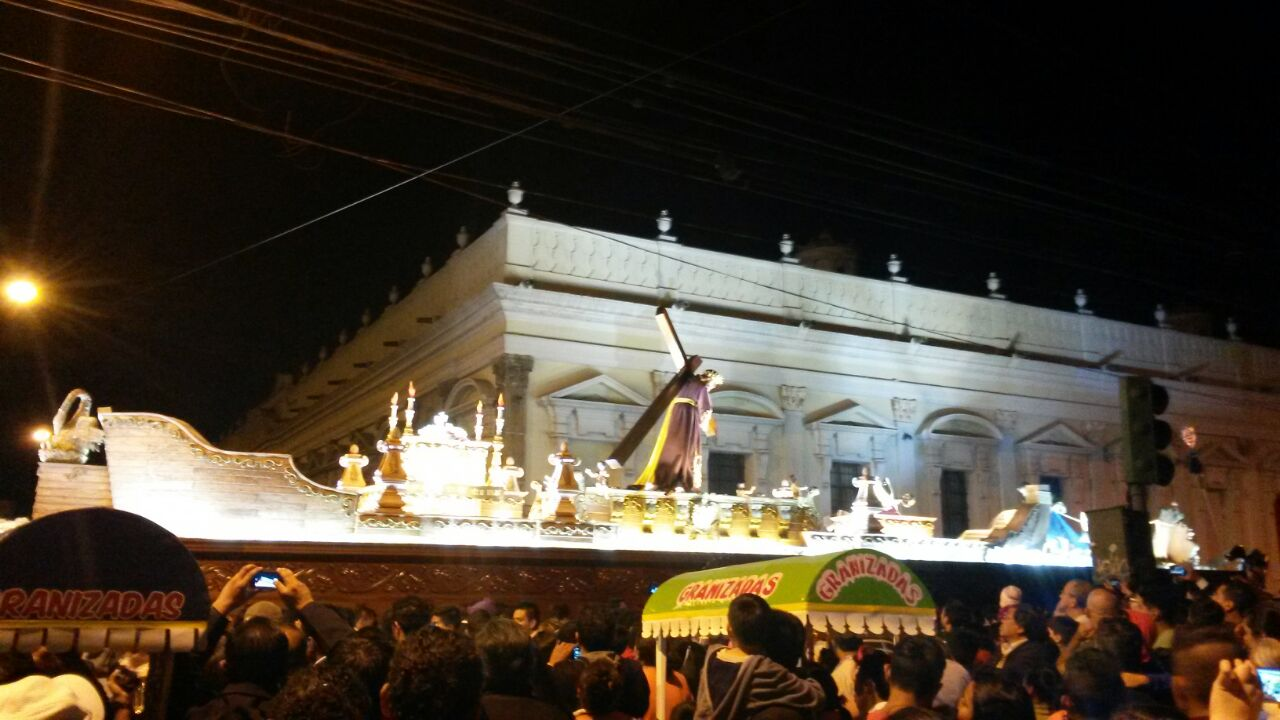
Jesús Nazareno del Consuelo. 2015
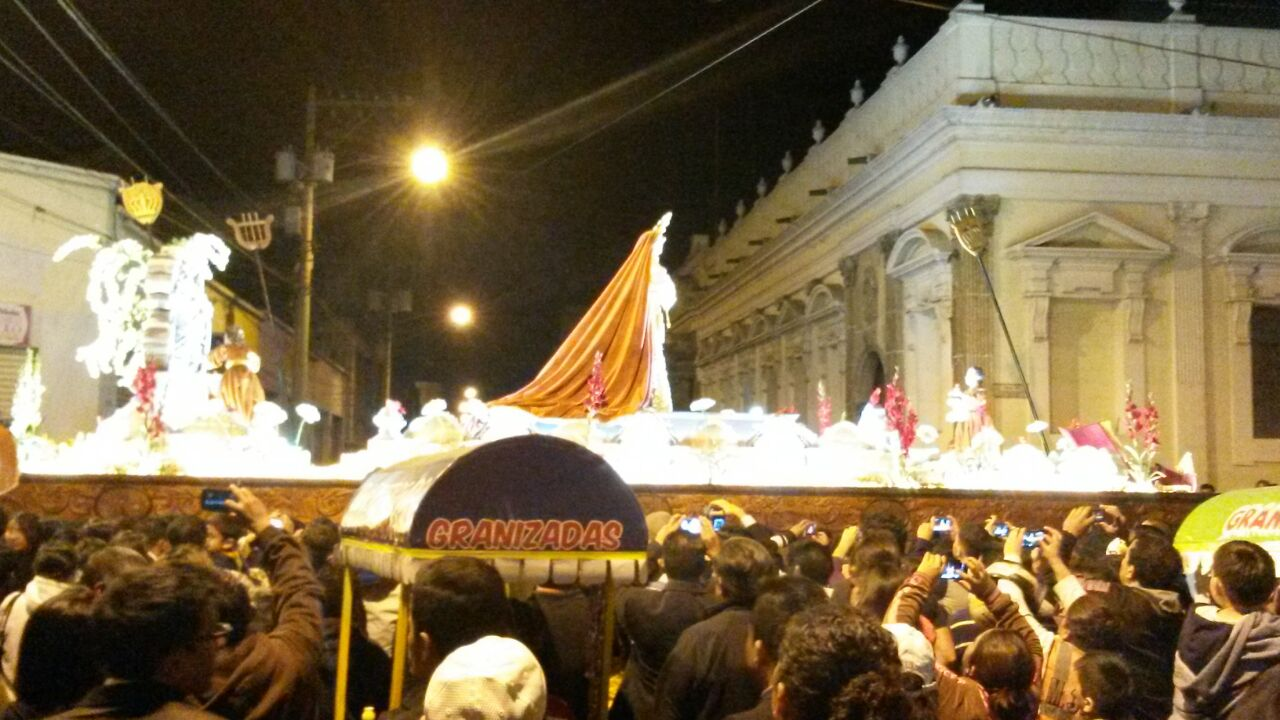
Virgen de Dolores

La Dolorosa de La Recolección que sale en procesión el Sábado de Ramos era originalmente una Virgen de un «misterio del Nacimiento», que fue transformada en Dolorosa; anteriormente estuvo a los pies del Cristo Crucificado en el altar mayor del templo,es posible que fuera trabajada por Julio Dubois, ya que encaja en su línea de trabajo. Otras versiones apuntan a que la Virgen era una imagen de la Inmaculada Concepción. En cuanto a las esculturas de María Magdalena y de San Juan Evangelista, éstas fueron realizadas por Huberto Solís en 1945. La escultura de Magdalena cuenta con una cabellera de color oscuro y lacio, pero se acostumbra sacarla en procesión con otra rizada y de color claro. Por su parte, la imagen de San Juan Evangelista en la espalda tiene dos ranuras, en las que se pueden acomodar alas, por lo que se cree que la imagen era originalmente un ángel que fue modificado por Solís.
La procesión del Nazareno no es muy antigua, probablemente de principios del siglo xx, y dejó de salir algún tiempo. En 1933, salieron por primera vez en Guatemala ocho romanos, pero los trajes se deterioraron por no tener almacenamiento adecuado. Cuando llegó fray Miguel Murcia las procesiones recoletas cobraron auge nuevamente; de hecho, fue Murcia quien bautizó a la imagen como «Jesús del Consuelo» porque, en su opinión, se sentía consolado por su mirada.
El cortejo del sábado anterior a Ramos inicia su recorrido a las 10:00 a. m. y regresa al templo recoleto a la 1:00 a. m. del Domingo de Ramos. La procesión se inicia con su marcha oficial «Jesús del Consuelo» compuesta por Fray Miguel Ángel Murcia y la imagen se porta en andas de ciento veinte cargadores.  El cortejo es acompañado por los miembros de la hermandad en el recorrido en dos filas a los lados de las andas.

### Viernes Santo
En Viernes Santo, se realiza la procesión del Cristo de la Penitencia que incluye el acto de Crucifixión y descendimiento y realiza su recorrido por las calles del centro histórico. La realista escultura barroca sale en procesión únicamente vistiendo un paño de pureza y dotando de cierto realismo y patetismo la procesión.

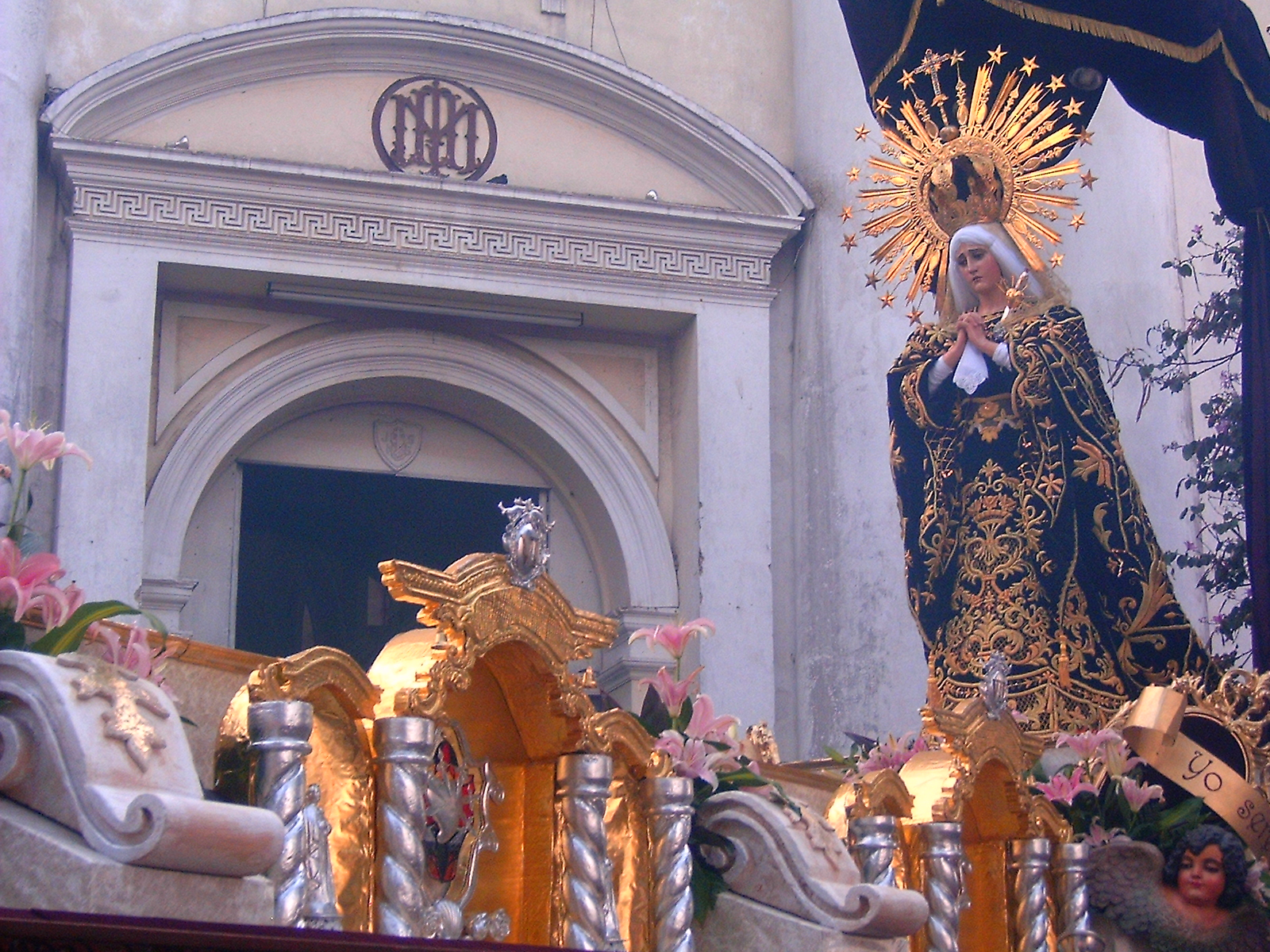
Procesión de Pésame de la Virgen de Soledad, Iglesia de la Recolección, en Sábado Santo